# In Your House 4
In Your House 4, origineel bekend als In Your House 4: Great White North, was een professioneel worstel-pay-per-view (PPV) evenement dat georganiseerd werd door de World Wrestling Federation (WWF, nu WWE). Het was de 4e editie van In Your House en vond plaats op 22 oktober 1995 in het Winnipeg Arena in Winnipeg, Manitoba, Canada.

## Matches
| Nr. | Match                                                                                | Winnaar(s)           | Opmerkingen | Bron  |
| --- | ------------------------------------------------------------------------------------ | -------------------- | --- | ----- |
| 1D  | Bob Holly vs. Rad Radford                                                            | Bob Holly            | Eén-op-één Dark match. | [ 3 ] |
| 2   | Hunter Hearst Helmsley vs. Fatu                                                      | HHH                  | Eén-op-één match. | [ 3 ] |
| 3   | The Smoking Gunns (Bart Gunn & Billy Gunn) (c) vs. The 1-2-3 Kid & Razor Ramon       | The Smoking Gunns    | Tag Team match voor het WWF Tag Team Championship.                                                                               | [ 3 ] |
| 4   | Goldust vs. Marty Jannetty                                                           | Goldust              | Eén-op-één match. | [ 3 ] |
| 5   | King Mabel (met Sir Mo) vs. Yokozuna (met Jim Cornette en Mr. Fuji)                  | N.V.T.               | Eén-op-één match. De match eindigde in een Double Count Out.                                                                     | [ 3 ] |
| 6   | Razor Ramon vs, Dean Douglas (c)                                                     | Razor Ramon (nc)     | Eén-op-één match voor het WWF Intercontinental Championship.                                                                     | [ 3 ] |
| 7   | The British Bulldog vs. Diesel (c)                                                   | The British Bulldog  | Eén-op-één match voor het WWF World Heavyweight Championship. Bulldog won door diskwalificatie, maar won het kampioenschap niet. | [ 3 ] |
| 8D  | Henry O. Godwinn vs. Sycho Sid                                                       | Henry O. Godwinn     | Eén-op-één Dark match. | [ 3 ] |
| 9D  | Owen Hart & Yokozuna (met Jim Cornette en Mr. Fuji) vs, Bam Bam Bigelow & Savio Vega | Owen Hart & Yokozuna | Tag Team Dark match. | [ 3 ] |
| 10D | Bret Hart vs. Isaac Yankem, DDS                                                      | Bret Hart            | Eén-op-één Dark match. | [ 3 ] |